# Lamine Diarra
Lamine Diarra (Bignona, Senegal, 20 de diciembre de 1983) es un futbolista senegalés, que se desempeña como delantero y que actualmente milita en el Elazığspor de la TFF Primera División de Turquía.

## Clubes
| Club                | País                   | Año         |
| ------------------- | ---------------------- | ----------- |
| Dakar UC            | Senegal                | 2001 - 2003 |
| Jeanne d'Arc        | Senegal                | 2003 - 2005 |
| HŠK Zrinjski Mostar | Bosnia y Herzegovina   | 2005 - 2007 |
| Beira-Mar (cedido)  | Portugal               | 2007        |
| FK Partizan         | Serbia                 | 2007 - 2012 |
| Al-Shabbab (cedido) | Emiratos Árabes Unidos | 2010 - 2011 |
| Antalyaspor         | Turquía                | 2012 - 2017 |
| Göztepe SK (cedido) | Turquía                | 2016 - 2017 |
| Elazığspor          | Turquía                | 2017        |
| Elazığspor          | Turquía                | 2018        |
| Elazığspor          | Turquía                | 2018 -      |

## Selección nacional
Ha sido internacional con la selección de fútbol de Senegal, ha jugado un partido internacional y no ha anotado.